# Мелиса Бин
Мелиса Лубурић Бин (енгл. Melissa Luburich Bean, Чикаго 22. јануар 1962) је америчка политичарка српског порекла, која је била члан Представничког дома Сједињених Америчких Држава од 2005. до 2011. године, као припадник Демократске странке.

## Детињство, младост, образовање и пословна каријера
Похађала је средњу школу у Чикагу и дипломирала на Оактон општинском колеџу 1982. године. На приватном Рузвелт Универзитету је 2002. године такође похађала студије.
Водила је приватну фирму пре уласка у политику.

## Приватни живот
Удата је и има двоје деце.